# Nihoa itakara
Nihoa itakara – gatunek pająków z infrarzędu ptaszników i rodziny Barychelidae. Występuje endemicznie  w Papui-Nowej Gwinei.

## Taksonomia
Gatunek ten opisany został po raz pierwszy w 1994 roku przez Roberta Ravena na podstawie pojedynczej samicy odłowionej w 1986 roku. Jako lokalizację typową wskazano Itakarę w Papui-Nowej Gwinei. Epitet gatunkowy wywodzi się od tejże lokalizacji.

## Morfologia
Holotypowa samica ma ciało długości 16 mm oraz karapaks długości 7,5 mm i szerokości 6,1 mm. Karapaks jest w zarysie prawie jajowaty, ubarwiony czerwonobrązowo z brązowymi znakami na części głowowej i brązowym siateczkowaniem przy krawędziach, porośnięty czarnymi włoskami i czarnymi szczecinkami. Jamki karapaksu są krótkie i zakrzywione. Szczękoczułki są czerwonobrązowe, porośnięte brązowymi szczecinkami, pozbawione rastellum. Bruzda szczękoczułka ma 9 dużych i 2 małe zęby na krawędzi przedniej oraz w 8 małych ząbków i od 15 do 20 ziarenek w części środkowo-nasadowej. Szczęki zaopatrzone są w 13–14 kuspuli. Na wardze dolnej brak kuspuli. Odnóża są pomarańczowobrązowe z brązowymi przepaskami. Odnóża pary pierwszej, drugiej i czwartej mają na udach po 4–6 cierni bazyfemoralnych. Nadstopia trzeciej pary zaopatrzone są w skopule, natomiast pary czwartej są ich pozbawione. Trzecia i czwarta para nadstopii wyposażona jest w grzebienie. Kądziołki przędne pary tylno-środkowej są dobrze wykształcone. Opistosoma (odwłok) jest z wierzchu brązowa z dużymi, białymi kropkami rozmieszczonymi w dwóch grupach na przedzie i jednej na środku. Spód opistosomy jest brązowy z dużymi, jasnymi łatami. Genitalia samicy mają dwie spermateki, każda złożona z dużego, trójkątnego płata wewnętrznego i małego płata zewnętrznego o lekko rozszerzonym wierzchołku.

## Występowanie
Pająk ten występuje endemicznie w Papui-Nowej Gwinei. Znany jest wyłącznie z miejsca typowego w prowincji Oro.